# Soester Courant
De Soester Courant is een betaald nieuwsblad dat wekelijks op woensdag verschijnt in Soest en Soesterberg in een abonneeoplage van ca. 9300 exemplaren (2020) bij uitgeverij BDUmedia. Ongeveer tien keer per jaar wordt de krant in een oplage van ca. 17.000 stuks huis-aan-huis gratis verspreid. Naast mededelingen en informatie van de gemeente Soest wordt aandacht gegeven aan de actualiteit, plaatselijke politiek en cultuur alsmede zijn er de agenda en serviceberichten van Soester instellingen en verenigingen.

## Historie
De Soester Courant was sinds het verschijnen, in augustus 1922, in handen van de familie Smit. Na Gijs Smit en zijn zonen Everard en Harry was Paul Smit de derde generatie achter de krant. De krant verscheen onder de naam Soester Nieuwsblad, in 1928 werd de naam gewijzigd in Soester Courant. De eerste uitgave van het blad verscheen in 1922 door G. v.d. Bovenkamp uit Soestdijk in een oplage van 1750. De administratie en redactie waren gevestigd aan de Van Weedestraat 7.
In de beginjaren waren er verschillende kranten die door uitgeverij Smit werden uitgegeven. De Soester Courant zelf telde een poosje zelfs drie edities, gerelateerd aan de zuilenmaatschappij van toen: een met hervormd nieuws, een met katholiek nieuws en een algemene editie. In 1942 ging de Soester Courant een fusie aan met de Baarnsche Courant onder de naam De Nieuwsbode, maar in datzelfde jaar werd deze door de Duitsers verboden. Tot de jaren zeventig verscheen de Soester Courant tweemaal per week, op dinsdag en vrijdag.
Op 1 juni 2017 werd de krant overgenomen door BDU in Barneveld. De Soester Courant was tot dat moment een van de laatste Nederlandse kranten die vanaf het begin in familiebezit was.
Een van de naoorlogse verslaggevers voor de Courant was de acteur Piet Ekel, bekend van het tv-programma Swiebertje. De Soester Aad Post was van 1982-2010 de (eind)redacteur van de krant.

## Archief
Archief Eemland biedt de mogelijkheid om oude jaargangen in te zien.